# Lijst van spelers van het Boliviaanse voetbalelftal
Deze lijst van spelers van het Boliviaans voetbalelftal geeft een overzicht van alle voetballers die minimaal twintig interlands achter hun naam hebben staan voor Bolivia. Vetgezette spelers zijn in 2015 nog voor de nationale ploeg uitgekomen.

## Overzicht
Bijgewerkt tot en met WK-kwalificatieduel tegen  Paraguay (2-1) op 17 november 2015.
| Naam speler            | Debuut | Laatst | Interlands | Goals |
| ---------------------- | ------ | ------ | ---------- | ----- |
| Luis Cristaldo         | 1989   | 2005   | 93         | 5     |
| Marco Sandy            | 1993   | 2003   | 93         | 6     |
| José Milton Melgar     | 1980   | 1997   | 89         | 6     |
| Carlos Borja           | 1979   | 1995   | 88         | 1     |
| Ronald Raldes          | 2001   | 2015   | 87         | 2     |
| Julio César Baldivieso | 1991   | 2005   | 85         | 15    |
| Juan Manuel Peña       | 1991   | 2009   | 85         | 1     |
| Miguel Ángel Rimba     | 1989   | 2000   | 80         | 0     |
| Oscar Sánchez          | 1994   | 2006   | 78         | 6     |
| Jaime Moreno           | 1991   | 2008   | 75         | 9     |
| Marco Etcheverry       | 1989   | 2003   | 71         | 13    |
| Erwin Sánchez          | 1989   | 2005   | 57         | 15    |
| Marcelo Moreno         | 2007   | 2015   | 55         | 14    |
| Joselito Vaca          | 1999   | 2014   | 55         | 2     |
| Limberg Gutiérrez      | 1997   | 2009   | 53         | 4     |
| Ramiro Castillo        | 1989   | 1997   | 52         | 5     |
| Carlos Trucco          | 1989   | 1997   | 51         | 0     |
| Vladimir Soria         | 1989   | 2000   | 50         | 1     |
| Erwin Romero           | 1977   | 1989   | 49         | 5     |
| Joaquín Botero         | 1999   | 2009   | 48         | 20    |
| Ronald Lázaro          | 2000   | 2013   | 48         | 2     |
| Juan Carlos Arce       | 2004   | 2015   | 47         | 7     |
| Lorgio Álvarez         | 1999   | 2011   | 45         | 1     |
| Víctor Ugarte          | 1947   | 1963   | 45         | 16    |
| Milton Coimbra         | 1996   | 2005   | 43         | 7     |
| Gonzalo Galindo        | 1997   | 2007   | 43         | 3     |
| Álvaro Peña            | 1987   | 1996   | 43         | 4     |
| Luis Alberto Gutiérrez | 2007   | 2014   | 41         | 0     |
| Carlos Arias           | 2001   | 2013   | 41         | 0     |
| Ovidio Mezza           | 1972   | 1983   | 37         | 8     |
| Iván Castillo          | 1993   | 2000   | 36         | 0     |
| Luis Gatty Ribeiro     | 2000   | 2009   | 36         | 0     |
| Carlos Conrado Jiménez | 1973   | 1981   | 36         | 0     |
| Rudy Cardozo           | 2010   | 2015   | 36         | 5     |
| Luis Ramallo           | 1989   | 1997   | 36         | 11    |
| Mauricio Ramos         | 1987   | 1999   | 35         | 1     |
| Rubén Tufiño           | 1995   | 2004   | 35         | 1     |
| Miguel Aguilar         | 1977   | 1983   | 34         | 10    |
| Sergio Castillo        | 1996   | 2001   | 34         | 0     |
| Eduardo Angulo         | 1973   | 1981   | 33         | 0     |
| Jhasmani Campos        | 2007   | 2015   | 32         | 1     |
| Marco Barrero          | 1987   | 1999   | 32         | 0     |
| Carlos Aragonés        | 1977   | 1981   | 31         | 15    |
| Wálter Flores          | 2004   | 2012   | 31         | 1     |
| Gualberto Mojica       | 2003   | 2014   | 31         | 3     |
| Ronald Rivero          | 2008   | 2012   | 31         | 0     |
| Windsor Del Llano      | 1975   | 1981   | 30         | 1     |
| Edgar Vaca             | 1979   | 1985   | 30         | 0     |
| Alejandro Chumacero    | 2011   | 2015   | 29         | 1     |
| José Bustamante        | 1946   | 1953   | 29         | 0     |
| Sergio Galarza         | 2000   | 2013   | 29         | 0     |
| Roger Suárez           | 1996   | 2004   | 29         | 7     |
| Miguel Ángel Hoyos     | 2002   | 2011   | 28         | 1     |
| Juan Berthy Suárez     | 1991   | 1999   | 28         | 8     |
| Wilfredo Camacho       | 1957   | 1967   | 27         | 5     |
| Vicente Arraya         | 1938   | 1950   | 26         | 0     |
| José Carlos Fernández  | 1997   | 2008   | 26         | 0     |
| Raúl Justiniano        | 1999   | 2005   | 26         | 1     |
| Roly Paniagua          | 1985   | 1996   | 26         | 4     |
| Gustavo Quinteros      | 1993   | 1999   | 26         | 1     |
| Max Ramírez            | 1957   | 1965   | 26         | 1     |
| Jaime Robles           | 2008   | 2011   | 26         | 0     |
| Ausberto García        | 1957   | 1967   | 25         | 5     |
| José Luis Chávez       | 2008   | 2014   | 25         | 1     |
| Alberto Acha           | 1945   | 1950   | 24         | 0     |
| José Alfredo Castillo  | 2001   | 2011   | 24         | 6     |
| Marvin Bejarano        | 2009   | 2015   | 24         | 0     |
| Silvio Rojas           | 1979   | 1987   | 24         | 5     |
| Ramiro Blacutt         | 1963   | 1972   | 23         | 3     |
| Mauricio Soria         | 1995   | 2002   | 23         | 0     |
| Edward Zenteno         | 2012   | 2015   | 23         | 0     |
| Modesto Soruco         | 1991   | 1994   | 23         | 0     |
| Máximo Alcócer         | 1957   | 1963   | 22         | 13    |
| Zenón González         | 1938   | 1948   | 22         | 4     |
| Mario Mena             | 1949   | 1959   | 22         | 2     |
| Mario Pinedo           | 1985   | 1994   | 22         | 3     |
| Leonel Reyes           | 2003   | 2009   | 22         | 2     |
| Diego Cabrera          | 2004   | 2012   | 21         | 1     |
| Líder Paz              | 1999   | 2005   | 21         | 3     |
| Augusto Andaveris      | 2001   | 2014   | 21         | 1     |
| Ramiro Vargas          | 1977   | 1989   | 21         | 0     |
| Pablo Escobar          | 2008   | 2015   | 20         | 3     |
| Ronald Arana           | 2001   | 2007   | 20         | 0     |
| Percy Colque           | 2000   | 2005   | 20         | 2     |
| Eduardo Gutiérrez      | 1947   | 1953   | 20         | 0     |
| Arturo López           | 1957   | 1965   | 20         | 0     |
| Raúl Morales           | 1973   | 1977   | 20         | 1     |
| Severo Orgaz           | 1938   | 1948   | 20         | 2     |
| Richard Rojas          | 1999   | 2004   | 20         | 0     |
| Ramón Guillermo Santos | 1953   | 1959   | 20         | 3     |

FBF · A-internationals · Selecties · Bondscoaches · Statistieken · Boliviaans vrouwenelftal · Olympisch elftal · Bolivia U21 · Bolivia U20 · Bolivia U19 · Bolivia U18 · Bolivia U17
1926–1949 · 
1950–1959 · 
1960–1969 · 
1970–1979 · 
1980–1989 · 
1990–1999 · 
2000–2009 · 
2010–2019 ·
2020−2029
CC 1999
WK 1930 · 
WK 1950 · 
WK 1994
1926 · 
1927 · 
1927 · 1928 · 1929 · 
1930 · 
1931 · 1932 · 1933 · 1934 · 1935 · 1936 · 1937 · 
1938 · 
1939 · 1940 · 1941 · 1942 · 1943 · 1944 · 
1945 · 
1946 · 
1947 · 
1948 · 
1949 · 
1950 · 
1951 · 1952 · 
1953 · 
1954 · 1955 · 1956 · 
1957 · 
1958 · 
1959 · 
1960 · 
1961 · 
1962 · 
1963 · 
1964 · 
1965 · 
1966 · 
1967 · 
1968 · 
1969 · 
1970 · 
1971 · 
1972 · 
1973 · 
1974 · 
1975 · 
1976 · 
1977 · 
1978 · 
1979 · 
1980 · 
1981 · 
1982 · 
1983 · 
1984 · 
1985 · 
1986 · 
1987 · 
1988 · 
1989 · 
1990 · 
1991 · 
1992 · 
1993 · 
1994 · 
1995 · 
1996 · 
1997 · 
1998 · 
1999 · 
2000 · 
2001 · 
2002 · 
2003 · 
2004 · 
2005 · 
2006 · 
2007 · 
2008 · 
2009 · 
2010 ·
2011 · 
2012 · 
2013 · 
2014 · 
2015 · 
2016 ·
2017 ·
2018 ·
2019 ·
2020 ·
2021 ·
2022 ·
2023 ·
2024
Algerije ·
Andorra ·
Argentinië ·
Brazilië ·
Bulgarije · 
Chili ·
Colombia ·
Costa Rica ·
Cuba ·
Curaçao ·
DDR ·
Duitsland ·
Ecuador ·
Egypte ·
El Salvador ·
Finland ·
Frankrijk ·
Griekenland ·
Guatemala ·
Guyana ·
Haïti ·
Honduras ·
Hongarije ·
Ierland ·
IJsland ·
Irak ·
Iran ·
Jamaica ·
Japan ·
Joegoslavië ·
Kameroen ·
Letland ·
Mexico ·
Myanmar ·
Nicaragua ·
Noord-Korea ·
Oezbekistan ·
Panama ·
Paraguay ·
Peru ·
Polen ·
Portugal ·
Roemenië ·
Rusland ·
Saoedi-Arabië ·
Senegal ·
Servië ·
Slowakije ·
Spanje ·
Trinidad en Tobago ·
Tsjecho-Slowakije ·
Uruguay ·
Venezuela ·
Verenigde Arabische Emiraten ·
Verenigde Staten ·
Zuid-Afrika ·
Zuid-Korea ·
Zwitserland